# Johann Adam Weiß
Johann Adam Weiß (* 9. Mai 1751 in Speyer; † 15. Februar 1804 ebenda) war Metzger, Schriftsteller und der letzte reichsstädtische Bürgermeister der Stadt Speyer.

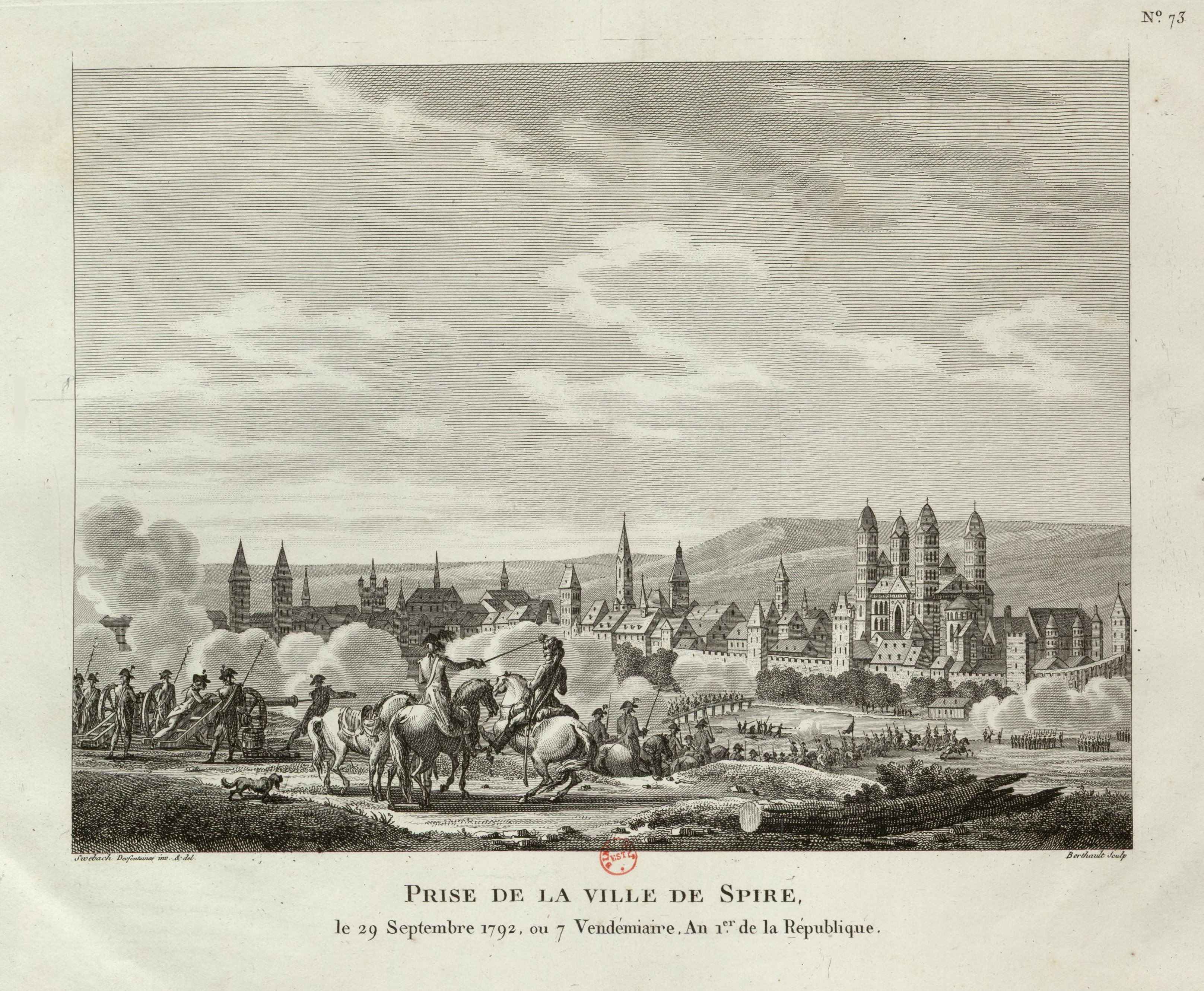
Französische Revolutionstruppen besetzen Speyer 1792 (Die Darstellung des Domes mit vier Türmen ist nicht korrekt)

## Leben
Der 1751 geborene Weiß entstammte einer Metzgerfamilie, die in Speyer schon mehrere Bürgermeister gestellt hatte. Ein erster Johann Adam Weiß (1654–1731) war Bürgermeister in den geraden Jahren von Juni 1722 bis 1730 und Altermeister in den ungeraden Jahren von 1725 bis 1731. Johann Michael Weiß war regierender Bürgermeister von 1785 bis 1791 und zuvor Bürgermeister seit 1775 (jeweils in den ungeraden Jahren).
Der Ratsherr und Metzgermeister gilt auch als Schriftsteller. Nach zwei Trauerspielen in fünf Aufzügen 1778 und 1779 reichte er zwei Preisschriften ein. Seine Schrift über Fleischtaxen wurde 1788 von der Societät der Wissenschaften zu Göttingen angenommen, eine weitere über das Zunftwesen 1792 von der Hamburgischen Gesellschaft zur Beförderung der Künste und nützlichen Gewerbe ausgezeichnet, obwohl seine Thesen in Hamburg umstritten waren.
Mit dem Ordensnamen „Simias“ ist er im September 1782 bei den Illuminaten nachzuweisen.

## Bürgermeister und Maire
Am 30. September 1792 wurde Speyer, zehn Tage nach der Kanonade von Valmy, durch französische Revolutionstruppen besetzt. Mit Carl Ludwig Petersen setzten die Franzosen im November den ersten provisorischen Maire ein. Weiß wurde wie Petersen Mitglied des Jakobinerklubs. In den folgenden Jahren kam es mehrere Male zu kurzfristigen Rückeroberungen durch das Reich. In diesen Monaten wurde die alte Verfassung wiederhergestellt. Während der dritten französischen „Occupation“ hielten sich Rat und Bürgermeister größtenteils in Mannheim auf. Nach ihrer Rückkehr übernahm am 6. Januar 1796 Johann Adam Weiß das Amt des regierenden Bürgermeisters von Johannes Becker, der als Altermeister in das dritte Glied zurücktrat. Bürgermeister wurde Johann David Staub.
Vier Monate später kamen die Franzosen zum vierten Mal für zwanzig Tage und im Juli zum fünften Mal zurück. Sie ernannten Johannes Becker zum Maire, am 29. Juni wurden Weiß und Staub wieder Bürgermeister und am 4. Juli 1796 erhielt Weiß zum ersten Mal den Titel Maire. Zum letzten Mal wurde die reichsstädtische Verfassung für den Monat Oktober wiederhergestellt. Weiß, Staub und Becker waren in ihren jeweiligen Ämtern die letzten Amtsträger der Freien Reichsstadt Speyer.
Vom 31. Oktober 1796 bis zum Neujahrstag 1814 kam Speyer dauernd unter französische Herrschaft. Johann Adam Weiß wurde zum zweiten Mal Maire der Stadt. Nach dem Frieden von Campo Formio gehörte Speyer auch offiziell zur französischen Republik. Nachdem am 1. Januar 1798 die letzten Reste der reichsstädtischen Verfassung beseitigt waren, folgte am 23. Januar die Einführung der Municipalität im Kanton Speyer. Weiß musste am 8. Februar sein Amt an den Municipal-Agenten Carl Alexander Holtzmann abtreten. Diesem folgten Wilhelm Leschmann und Franz Freytag.
Bei den ersten Wahlen am 5. Februar 1801 erhielt Johann Adam Weiß das Vertrauen seiner Mitbürger. Am gleichen Tag wurde er wieder Maire der Stadt. Drei Jahre später starb er am 15. Februar 1804. Seine Nachfolger wurden Ludwig Wilhelm Sonntag und 1809 letztmals Georg Friedrich Hetzel.

## Werke und Schriften

### Dramen
- Rose, die Nonne wider ihren Willen. Ein Trauerspiel in fünf Aufzügen. München 1778. Online
- Von Helm, der Freygeist ein Heuchler. Ein Trauerspiel in fünf Aufzügen. Löffler, Mannheim 1779. Online
- Die Rückkunft aus der Geiselhaft. Ein Schauspiel in einem Aufzug. 1792.

### Schriften
- Beantwortung der Preiß-Frage: Wie können Fleischtaxen in Städten am sichersten bestimmt werden? Oder durch welche Verfügungen kann der billigste Preiß des Fleisches bewirkt werden? Enderes, Speyer 1788. Online
- Über das Zunftwesen und die Frage, Sind die Zünfte beyzubehalten oder abzuschaffen? Eine von der hamburgischen Gesellschaft zur Beförderung der Künste und nützlichen Gewerbe am 25. Oct. 1792 gekrönte Preisschrift. Brönner, Frankfurt am Main 1798. Online

### Sonstiges
- Johann Adam Weiß Maire der Stadt Speier an Seine Mitbürger. Kranzbühler, Speyer 1800. Online